# C6/36
Células C6/36 são uma linhagem de células originadas do mosquito Aedes albopictus usada em laboratório para a replicação de espécies do genêro Flavivirus (incluindo o vírus da dengue em grande quantidade) além de serem úteis na transfecção de hospedeiros.

## Ligações Externas
- Entrada do Cellosaurus para C6/36